# Pranciškus Budrys

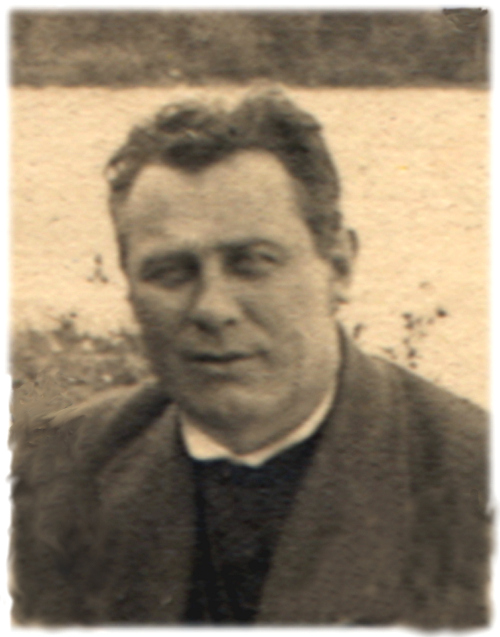
Nel 1937

Pranciškus Budrys, (in russo Франтишек Игнатьевич Будрис?) (Governatorato di Kovno, 14 ottobre 1882 – Ufa, 16 dicembre 1937), è stato un presbitero lituano appartenente alla chiesa cattolica in Russia, vittima delle persecuzioni sovietiche, fucilato in Unione Sovietica, servo di Dio.

## Biografia
Nacque il 14 ottobre 1882 nel villaggio Ropeiki, un territorio dell'ex Impero russo da una famiglia di contadini lituani. Frequentò il seminario diocesano e l'Accademia teologica cattolica Imperiale romana di San Pietroburgo e fu ordinato sacerdote nel 1907. Esercitò dapprima il ministero come vicario alla parrocchia di Irkutsk in Siberia dove rimane fino al 31 gennaio 1909, quando gli viene assegnata la parrocchia cattolica nella città di Tjumen', al centro della Siberia. Nell'ottobre 1909 fonda la Fraternità del Santo Rosario. Dopo la Rivoluzione d'ottobre di 1917 la situazione in Siberia si complica. Il governo bolscevico instaura la politica del «comunismo di guerra», che porta la popolazione alla fame e l'economia al crollo. Il clero, sia cattolico che ortodosso, perde ogni diritto civile. In seguito Budrys viene trasferito a Perm', l'8 giugno 1920 è nominato decano di Perm' con l'incarico di prendersi cura anche del decanato di Ekaterinburg. Fra i tanti impegni che si assume, c'è quello di preparare dei testi religiosi in lingua russa, perché le nuove generazioni non usano più la lingua dei padri polacchi o lituani.

## Arresto
Nell'aprile 1925 viene arrestato come ostaggio a Ekaterinburg, dopo un mese però è liberato. Dal 1934 al 1935 Budrys rimane l'unico sacerdote cattolico dal Volga all'Ob' (fiume).
Il 17 giugno 1937 viene arrestato per la seconda volta a Ufa con l'accusa di essere una spia polacca al servizio del governo francese e del Vaticano, e di «sfruttare il fanatismo religioso dei credenti».
Il 16 dicembre 1937 viene fucilato nella prigione di Ufa, assieme ad altri 189 cattolici.
Il 14 gennaio 1958 viene riabilitato dal tribunale militare della regione meridionale degli Urali per l'inesistenza dei capi d'accusa.
Il suo processo di beatificazione è in corso dal 2003.